# Saint-Denis-en-Margeride
Saint-Denis-en-Margeride este o comună în departamentul Lozère din sudul Franței. În 2009 avea o populație de 181 de locuitori.

## Evoluția populației
| An        | 1975 | 1982 | 1990 | 1999 | 2006 | 2009 |
| --------- | ---- | ---- | ---- | ---- | ---- | ---- |
| Populație | 326  | 284  | 254  | 207  | 224  | 181  |